# Seguridad social en Francia
La seguridad social (sécurité sociale) está dividida por el gobierno francés en cinco ramas: enfermedad; vejez/jubilación; familia; accidente de trabajo; y enfermedad profesional. Desde el punto de vista institucional, la seguridad social francesa se compone de diversos organismos. El sistema se divide en tres regímenes principales: el Régimen General, el Régimen Agrario y el Régimen de Autónomos. Además, existen numerosos regímenes especiales que datan de antes de la creación del sistema estatal, a mediados o finales de los años 40.
El concepto principal es que una institución única y centralizada pagará todos los gastos médicos y las pensiones para proporcionar un nivel de cobertura igual a toda la población. Todos los ingresos (salarios, dividendos...) se gravan para financiar este sistema. La principal ventaja es que su poder de negociación hace bajar muy significativamente el precio de los medicamentos y el sistema cubre sistemáticamente todos los gastos sin límite (cobertura del 100% para cualquier problema de larga duración o crítico como la diabetes, el cáncer....). El principal inconveniente es su importante coste (aunque inferior al de Estados Unidos).

## Historia de la protección social
Desde la Edad Media, algunas organizaciones de profesionales establecía una condición de asistencia limitada a sus miembros. Sin embargo, la supresión de las corporaciones por el decreto Allarde, en 1791, puso fin a este sistema. Fue sustituida, sin embargo por las sociedades de mutuels secours, o sociedades de apoyo mutuo, reconocido y regulado estrictamente por la ley 1835 Humann. Estas sociedades a partir de entonces serían, libres de control administrativo, y se sintieron alentadas por la ley del 1 de abril de 1898, denominada "el Chartre de la Mutualidad, o Carta de la mutualidad. La ley 1898 establece los principios de mutualismo, tal como se encuentran hoy en la legislación francesa - las organizaciones de colectivos a la seguridad social-fueron autorizados para ofrecer préstamos a cualquier persona de nacionalidad francesa, aunque en un principio, las tasas de interés eran demasiado altas para una persona promedio.
La ley del 15 de julio de 1893, instituyó la asistencia médica gratuita, la ley del 9 de abril de 1898, facilitó considerablemente las reclamaciones de indemnización de los trabajadores; la ley del 27 de junio de 1904, creó el servicio departamental d'aide à l'enfance sociale, un programa de asistencia al parto , y a partir del 14 de julio de 1905 se inició un programa de asistencia a personas de edad avanzada y con discapacidad.
Durante la Segunda Guerra Mundial, el Consejo Nacional de la Resistencia francesa, adoptó planes para crear un programa universal de seguridad social para cubrir a todos los ciudadanos, independientemente de su clase, en caso de que una enfermedad o lesión les impida su trabajo. En el Reino Unido, el primer Informe de Beveridge del economista británico William Beveridge expone los principios generales que rigen la integración y la evolución de la seguridad social de la posguerra en Francia. De hecho, las ordenanzas de 4 y 19 de abril de 1945, creó un sistema general que describe el sistema de seguridad social similar al descrito en el plan Beveridge.